# فرنسوا ماسون
فرنسوا ماسون (بالفرنسية: François Masson)‏ (15 نوفمبر 1979 رين فرنسا - ) هو لاعب كرة قدم فرنسي، يلعب كلاعب وسط، لعب 259 مباراة وسجل 34 هدف.

## مسيرته

### مسيرته مع الأندية
- 2000 - 2011 لعب مع نادي كان 34 مباراة سجل خلالها 3 أهداف.
- 2002 - 2007 لعب مع نادي ديجون 171 مباراة سجل خلالها 27 هدف.
- 2007 - 2009 لعب مع نادي بريست 54 مباراة سجل خلالها 4 أهداف.

## روابط خارجية
- فرنسوا ماسون على موقع رابطة كرة القدم الفرنسية للمحترفين (الإنجليزية)
- فرنسوا ماسون على موقع قاعدة بيانات كرة القدم.إي يو (الإنجليزية)
- فرنسوا ماسون على موقع ليكيب (الفرنسية)
- فرنسوا ماسون على موقع Soccerway.com (الإنجليزية)